# 26 вересня
26 вересня — 269-й день року (270-й у високосні роки) в григоріанському календарі. До кінця року залишається 96 днів.

## Свята і пам'ятні дні
- Всесвітній день здоров'я довкілля. (2011)
- ООН: Міжнародний день боротьби за повну ліквідацію ядерної зброї.
- Євросоюз: Європейський день мов.
- ООН: Всесвітній день контрацепції.

### Національні
- Ємен: день революції Північного Ємену
- Еквадор: День національного прапора.

### Місцеві
- Хмельницький: День міста.

### Релігійні

#### Західне християнство
- Пам'ять канадських мучеників[en] (Католицька церква в Канаді);
- Пам'ять святих Івана Медійського[en], Косьми і Дам'яна, Каспара Штангассінгера, Ніла Россанського та Терези Кудерк[en];
- Пам'ять святого Вілсона Карлілі[en] (Англіканська церква).

#### Східне християнство
- Пам'ять апостола, євангелиста Івана Богослова.[1]

## Іменини
✝  Католицькі: Амант, Іван, Дем'ян (Далмацій, Даміан), Калістрат, Каспар, Кіпріан, Косьма (Кузьма), Луція, Ніл, Тереза.
✙ Православні: Іван.

## Події

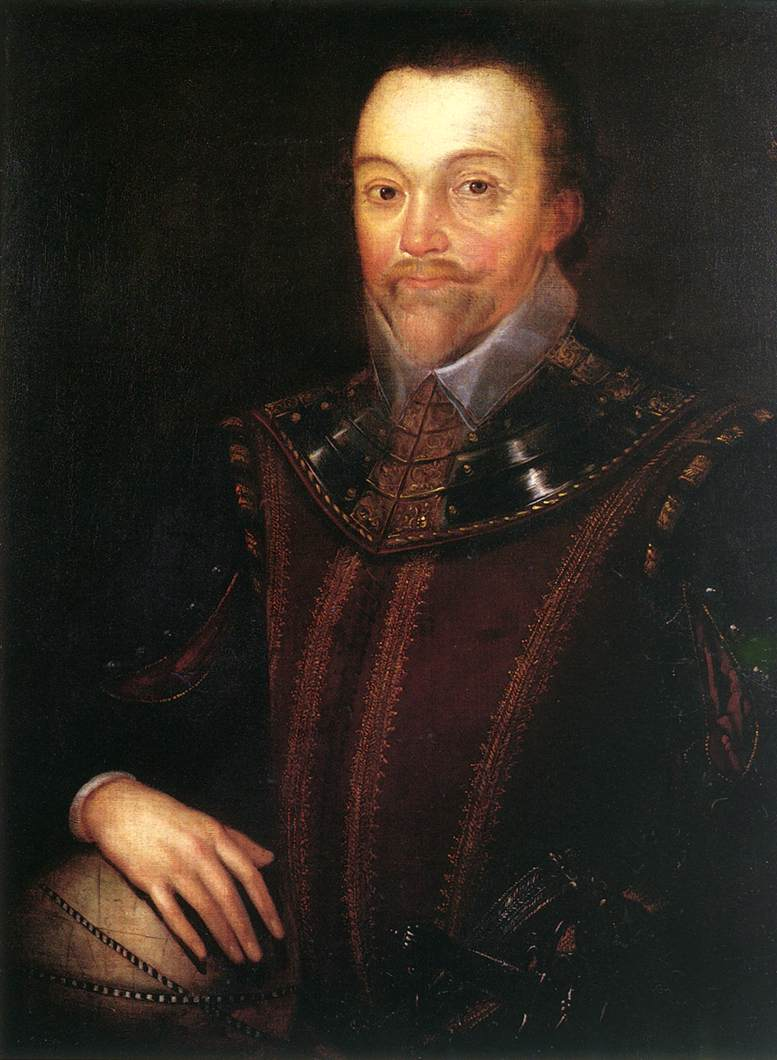
Сер Френсіс Дрейк

- 1371 — у битві в долині річки Мариця об'єднані сербсько-болгарсько-валасько-угорсько-хорватські війська зазнали поразки від османів
- 1580 — англійський пірат Френсіс Дрейк завершив друге у світі навколосвітнє плавання.
- 1687 — внаслідок обстрілу Афін венеційською армією частково зруйновано Парфенон.
- 1815 — герцог Рішельє призначений прем'єр-міністром і міністром закордонних справ Королівства Франція.
- 1815 — Австрійська імперія, Королівство Пруссія та Російська імперія уклали в Парижі Священний союз для забезпечення непорушності рішень Віденського конгресу 1814—1815.
- 1913 — у Києві почався суд у справі Бейліса.
- 1919 — війська Нестора Махна прорвали фронт Добровольчої армії і здійснили зухвалий рейд у напрямку Бердянська і Таганрога.
- 1921 — Більшовицька Росія закликала допомогти голодуючим Поволжя.
- 1930 — польська влада заборонила діяльність Пласту.
- 1951 — Бундестаг проголосував за виплату післявоєнних репарацій євреям.
- 1960 — Кеннеді і Ніксон провели між собою перші в історії виборів президентів США телевізійні дебати.
- 1961 — на три тижні американський хіт-парад очолив Рой Орбісон із піснею «Oh, Pretty Woman».
- 1962 — проголошено Єменську Арабську Республіку.
- 1969 — вийшов останній студійний альбом гурту «Бітлз» «Abbey Road».
- 1991 — встановлено консульські відносини між Україною й Австрією.
- 1995 — Україна прийнята до Ради Європи.
- 2001 — день народження польської Вікіпедії.
- 2012 — убивство в ТРЦ «Караван». Підозрюваний Ярослав Мазурок вбив трьох охоронців і поранив одного співробітника торгового центру.
- 2017 — пожежа на складі боєприпасів в Калинівці. В зону ураження вибухонебезпечних речовин і предметів, які були на цих військових складах потрапили населені пункти у радіусі 5 км.
- 2021 — у боксерському протистоянні між українцем Олександром Усиком і британцем Ентоні Джошуа перемогу здобув Усик. Українець переміг за оцінками суддів. Рішення суддів: 117—112, 116—112, 115—113. Він став чемпіоном за версіями WBA, WBO, IBF і IBO і повернув всі чемпіонські пояси до України.

## Народились
Дивись також Категорія:Народились 26 вересня
- 1181 — Франциск Ассизький, засновник ордену францисканців.
- 1641 — Грю Неємія, англійський ботанік і лікар, мікроскопіст, основоположник анатомії рослин.
- 1791 — Теодор Жеріко, французький живописець і графік, найбільший представник європейського живопису епохи романтизму.
- 1832 — Петро Сокальський, український композитор.
- 1869 — Комітас, вірменський композитор, фольклорист, співак і хоровий диригент.
- 1885 — Анищенко Калістрат Романович, український письменник.
- 1888 — Томас Стернз Еліот, американський поет і драматург, Нобелівський лауреат.
- 1889 — Мартін Гайдеґґер, німецький філософ-екзистенціаліст.
- 1890 — Іван Полтавець-Остряниця, український військовик та політичний діяч, Ад'ютант гетьмана Павла Скоропадського, обраний Гетьманом Самостійної Соборної України, отаман Українського Вільного Козацтва, отаман Запорізької бригади УВК Української Національної Армії.
- 1893 — Микита Годованець, український поет-байкар.
- 1898 — Джордж Гершвін, американський композитор.
- 1901 — Семен Скляренко, український письменник, автор історичних романів та белетрист.
- 1918 — Олафур Йоганн Сіґурдссон, ісландський письменник.
- 1919 — Олександр Гринько, актор львівського театру імені Марії Заньковецької, народний артист України.
- 1919 — Матилде Камю, іспанська поетеса.
- 1921 — Федір Сарана, український бібліограф і літературознавець.
- 1932 — Володимир Войнович, російський поет, письменник і драматург на еміграції.
- 1936 — Євген Пронюк, український правозахисник і дисидент.
- 1940 — Степан Наливайко, український сходознавець-індолог, письменник, перекладач.
- 1945 — Браян Феррі, британський співак, автор пісень, лідер глем-артрок-гурту Roxy Music.
- 1948 — Владимир Ремек, перший чеський космонавт.
- 1949 — Юрій Єлісеєв, український радянський футболіст, бронзовий призер Олімпійських ігор (1972)
- 1954 — Олександр Буценко, український поет, перекладач, критик, мистецтвознавець.
- 1965 — Петро Порошенко, український державний та політичний діяч, підприємець, п'ятий Президент України, засновник «Українського промислово-інвестиційного концерну».
- 1981 — Серена Вільямс, американська тенісистка-професіонал, молодша сестра тенісистки Вінус Вільямс.
- 1989 — Юлія Остапчук, українська борчиня.

## Померли
Дивись також Категорія:Померли 26 вересня
- 1501 — Джоре Држич, хорватський гуманістичний поет і драматург, один зі «стовпів»-родоначальників хорватської літератури.
- 1841 — Гун Цзичжень, китайський поет, мислитель та письменник часів династії Цін.
- 1862 — Яків Кухаренко, класик української кубанської літератури, генерал-майор РІА, наказний отаман Азовського і Чорноморського козацького війська.
- 1868 — Август Фердинанд Мебіус, німецький геометр і астроном, знаменитий як винахідник Стрічки Мебіуса (Смужки Мебіуса).
- 1873 — Родеріх Бенедікс, німецький драматург, актор, режисер.
- 1900 — Едуард Алберт, чеський хірург, публіцист, професор університету, популяризатор чеської поезії, перекладач і поет.
- 1902 — Леві Стросс, американський підприємець, засновник джинсового виробництва
- 1935 — Петро Козлов, український географ і академік. Дослідник Тибету і Монголії, директор заповідника Асканія-Нова у часи Української Держави Гетьмана Павла Скоропадського.
- 1937 — Бессі Сміт, американська співачка, названа імператрицею блюзу.
- 1939 — Ганна Борисоглібська, українська радянська актриса.
- 1940 — Вальтер Беньямін, німецько-єврейський інтелектуал, літературний критик, філософ, соціолог, перекладач, радіоведучий та есеїст.
- 1945 — Бела Барток, угорський композитор.
- 1945 — Олександр Ханжонков, український підприємець, продюсер, режисер, один з піонерів європейського кінематографу.
- 1852 — Джордж Сантаяна, американський філософ і письменник іспанського походження.
- 1964 — Зінаїда Тулуб, українська письменниця.
- 1973 — Анна Маньяні, італійська акторка театру і кіно.
- 1976 — Леопольд Ружичка, швейцарський фізик і радіохімік хорватського походження, лауреат Нобелівської премії 1939 року (спільно з Адольфом Бутенандтом)
- 1978 — Ян Парандовський, польський письменник, есеїст і перекладач.
- 1984 — Володимир Герасименко, український літературознавець.
- 1990 — Альберто Моравіа, італійський письменник та журналіст.
- 2008 — Пол Ньюман, американський актор.
- 2012 — Сільвія Ольга Федорук, канадський фізик, фахівець у галузі досліджень медичної фізики (діагностика ракових захворювань), ректор Саскачеванського університету, лейтенант-губернатор провінції Саскачеван. Дочка українських емігрантів.